# Johann Salentin von Nesselrode-Ehreshoven
Johann Salentin Wilhelm Freiherr von Nesselrode-Ehreshoven (* 1634; † 1715 in Asche in Brabant) war Domherr in Münster.

## Leben

### Herkunft und Familie
Johann Salentin Wilhelm von Nesselrode-Ehreshoven entstammte als Sohn des Matthias von Nesselrode-Ehreshoven (1592–1670) und dessen Gemahlin Maria Elisabeth von Wylich († 1656) dem westfälischen Adelsgeschlecht von Nesselrode. Aus diesem, welches seinen Stammsitz von 1396 bis 1921 im Schloss Ehreshoven hatte, sind zahlreiche Amtmänner und Räte in bergischen Diensten sowie Domherren und Kanoniker hervorgegangen. 
Johann Salentin heiratete am 21. Januar 1666 die Freiin Franziska Margaretha Christina von Brempt († 18. Juni 1696). Aus der Ehe entstammen:
- Johann Hermann Franz (1671–1751), Feldmarschall

⚭ 1707 Freiin Maria Agnes Theodora von Meerveldt zu Westerwinkel (* 1. Februar 1683; † 30. Januar 1718)
⚭ 1721 Gräfin Maria Ludovika von Virmond
⚭ 1746 Gräfin Maria Josefa von Auersperg-Kirchberg (* 30. Juli 1711; † 21. November 1763)
- Johanna Charlotte ⚭ 1706 Wilhelm de Coterau Comte de Wideaux (später: Marquis d'Asche)
- Johann Bertram (Verzichtet 1712 auf sein Erbteil zugunsten von Johann Hermann Franz,) Probst von Oberpleis
- Johann Wilhelm († 1699), Domherr in Hildesheim

### Wirken
Am 24. Oktober 1656 wurde Johann Salentin von seinem Bruder Johann Wilhelm als Domherr präsentiert und auf die Geschlechter Nesselrode, Wylich, Loe und Brempt aufgeschworen. Zum Zwecke der Emanzipation legte er am 26. April 1657 ein Zeugnis des Collegium Germanicum in Rom vor. Seine Absicht, in Rom weiter zu studieren, verfolgte er nicht weiter und resignierte am 19. Dezember 1665 und heiratete Freiin von Brempt. Er wurde am 4. September 1710 mit seinem Sohn Johann Hermann Franz vom Kaiser zum Reichsgrafen ernannt.
1666 wurde er in einen teuren Erbstreit verwickelt. Friedrich von Hövel († 1667) über seine Mutter hatte einen Teil von Grimberg geerbt. Dessen Frau Anna Elisabeth von Galen war zudem Gläubigerin von Nesselrodes Schwager Wilhelm vom Bempt. Um alle Ansprüche zu Befriedigen verkaufte Nesselrode daher 1667 das Haus zur Leyte an Anna Elisabeth von Galen. Nesselrode musste daher einige Male umziehen, zunächst nach Wesel, 1672 nach Köln und 1679 nach Grimberg, wo er nun ein Nutzungsrecht hatte. 1715 besuchte er seine Tochter in Asche in Brabant als er dort starb.